# Dardanus calidus
Espèce
Le Grand pagure (Dardanus calidus) est une espèce de crustacés décapodes de la famille des Diogenidae. C'est un bernard l'ermite.